# Raúl Baena
José Raúl Baena Urdiales (Torrox, Málaga, 2 de marzo de 1989) es un futbolista español. Juega como centrocampista y se encuentra sin equipo.

## Trayectoria
Con solo 8 años, dio sus primeros pasos como futbolista en el equipo futbol base del Faro de Torrox, en su localidad natal, hasta los 11 años de edad.
Llegó con once años a ingresarse en el fútbol base del Málaga C. F. hasta los 13 años.
Con 13 años, todavía en categoría infantil, firmó por el F. C. Barcelona y se trasladó a Barcelona para seguir su formación en La Masía. Llegó a jugar con el Juvenil A azulgrana en la División de Honor.
En el verano de 2007 fue fichado por el R. C. D. Espanyol. La temporada 2007-08 Baena jugó con el filial en Segunda División B y con el juvenil división de honor con el que se proclamó campeón de España. El verano de 2008, ante la falta de efectivos del primer equipo, Tintín Márquez decidió incluirlo en una gira de pretemporada por los Países Bajos. Sin embargo, en el partido de su debut, ante el De Graafschap, sufrió una rotura de menisco, lesión que le mantuvo ocho meses inactivo. Una vez recuperado se reincorporó al R. C. D. Espanyol "B", con el que obtuvo el ascenso de categoría.
Su debut en partido oficial con la camiseta del primer equipo del R. C. D. Espanyol tuvo lugar el 4 de octubre, en un encuentro de liga de Primera División en Villarreal. Reemplazó en la media parte a Coro.
El 20 de abril de 2010, como felicitación por su partido frente al Fútbol Club Barcelona, la revista francesa de fútbol L'Équipe, le galardonó situándole en el once ideal europeo de la semana.
El 21 de enero de 2012 marcó su primer gol oficial con el R. C. D. Espanyol. Fue en Cornellà-El Prat, en la victoria de su equipo por 3-0 al Granada C. F. Marcó el primer gol del encuentro tras un saque de esquina de Romaric que peinó Thievy al segundo palo, donde el malagueño remató a placer batiendo a Júlio César.
Durante el transcurso del mercado veraniego de 2013, llegó en calidad de jugador libre (al no alcanzarse un acuerdo de renovación con el R. C. D. Espanyol) al Rayo Vallecano de Madrid, donde firmó un contrato para ser jugador del equipo madrileño durante las dos próximas temporadas.
El 21 de septiembre de 2013, al inicio del partido contra el F. C. Barcelona, Lionel Messi no le dio la mano. Esta acción causó mucha polémica aunque Baena le restó importancia al incidente. En lo deportivo alternó titularidades y suplencias.
Al término de la temporada 2016-17 abandonó el conjunto vallecano y firmó por tres años con el Granada C. F. En la entidad nazarí solo jugó un año antes de marcharse cedido el curso 2018-19 al Melbourne Victory F. C.
En verano de 2019 firmó con el Atromitos de Atenas que militaba en la Superliga de Grecia. Tras sus experiencias en Australia y Grecia, en diciembre de 2020 se unió al Kitchee S. C. de Hong Kong firmando un contrato de dos años.
El 2 de febrero de 2023 regresó a España y firmó por el Centre d'Esports Sabadell Futbol Club.

## Internacionalidades
Ha sido internacional sub-21 y sub-17 con la selección de España, y obtuvo la medalla de bronce en la Eurocopa sub-17 de Luxemburgo en 2006.

## Clubes
- Actualizado el 26 de agosto de 2017.

| Club                             | País      | Año       | Partidos | Goles |
| -------------------------------- | --------- | --------- | -------- | ----- |
| R. C. D. Espanyol "B"            | España    | 2007-2009 | 38       | 5     |
| R. C. D. Espanyol                | España    | 2009-2013 | 93       | 2     |
| Rayo Vallecano                   | España    | 2013-2017 | 98       | 4     |
| Granada C. F.                    | España    | 2017-2019 | 23       | 0     |
| Melbourne Victory F. C. (cedido) | Australia | 2018-2019 |          |       |
| Atromitos de Atenas              | Grecia    | 2019-2020 |          |       |
| Kitchee S. C.                    | Hong Kong | 2020-2022 |          |       |
| C. E. Sabadell F. C.             | España    | 2023-2024 |          |       |

## Palmarés

### Títulos nacionales
| Título                    | Club          | País      | Año  |
| ------------------------- | ------------- | --------- | ---- |
| Liga Premier de Hong Kong | Kitchee S. C. | Hong Kong | 2021 |